# Jorge Arteaga
Jorge Fausto Arteaga Castillo, né le 29 décembre 1966 à Lima au Pérou, est un footballeur international péruvien qui évoluait au poste de défenseur. Il s'est reconverti en entraîneur.

## Biographie

### Carrière de joueur

#### En club
Jorge Arteaga joue durant la plus grande partie de sa carrière au Sporting Cristal de Lima où il a l'occasion d'être sacré champion du Pérou à deux reprises en 1988 et 1991,. Il joue en outre 24 matchs de Copa Libertadores avec ledit club entre 1989 et 1993 (aucun but marqué).
Resté au Pérou, il passe par différents clubs (Sport Boys, Deportivo Municipal, FBC Melgar, Alianza Atlético) jusqu'à sa retraite sportive en 2000 au sein du Juan Aurich de Chiclayo.

#### En sélection
International péruvien, il joue 19 matchs (pour aucun but inscrit) entre 1989 et 1993. 
Il figure dans le groupe des sélectionnés lors des Copa América de 1987, 1989 et 1991 – où son équipe est éliminée à chaque fois au premier tour – et joue également trois matchs comptant pour les tours préliminaires de la coupe du monde 1990.

## Palmarès
Sporting Cristal
- Championnat du Pérou (2) :
  - Champion : 1988 et 1991.
  - Vice-champion : 1989 et 1992.